# Loosduinen
Loosduinen è uno stadsdeel della città di L'Aia, nei Paesi Bassi. 

## Quartieri nello stadsdeel di Loosduinen
I quartieri nello stadsdeel di Loosduinen sono 7:
- Bohemen en Meer en Bos
- Kijkduin / Ockenburg
- Loosduinen
- Kraayenstein
- Houtwijk
- Waldeck